# Myom

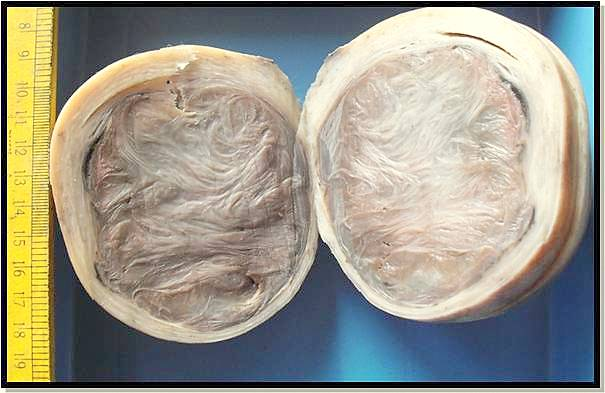
děložní myom

Myom (angl. fibroid) je nezhoubný čili benigní (z lat. benignus přívětivý) útvaěložnír, novotvar, který vzniká z buněk svalové tkáně.
Podle charakteru mateřské tkáně lze rozlišit:
- leiomyom složený z buněk hladkého svalstva
- rabdomyom složený z příčně pruhovaných svalových vláken.

Obě formy myomu se vzácně vyskytují v ústní dutině (na jazyku, na patře, ve tváři nebo na čípku).
Zvrat nezhoubného útvaru ve zhoubný (tzv. malignizace) je výjimečný; riziko malignizace je srovnatelné se zdravou tkání.
Myom se objevuje v orgánech, kde se vyskytuje svalovina, např. ve stěně
- zažívacího traktu (myoblastický myom, vyskytuje se nejčastěji na jazyku)[2]
- dělohy (děložní myom, je nejčastěji se vyskytujícím útvarem nezhoubného charakteru)
- močového měchýře.

Myom se může vyskytovat jednotlivě, někdy však může být výskyt myomů mnohočetný (tzv. leiomyomatóza). Jestliže myom způsobuje obtíže (krvácení, poruchu funkce orgánu), lze jej chirurgicky odstranit. Příčina vzniku myomů není zcela objasněna.

## Myoblastický myom
Myoblastický myom čili Abrikosovův nádor se jeví jako šedorůžový uzel na hřbetu jazyka, někdy též na rtu nebo na patře. Lehce vyvýšený, širokou stopkou přisedlý uzel s hladkým nebo hrbolatým povrchem má tužší konzistenci. Nemetastazuje, a pokud působí obtíže, odstraňuje se excizí (vyříznutím), a to širokou excizí, aby se zabránilo navrácení (recidivě); má sklon k recidivám. Předpokládá se neurogenní (vznikající v nervovém systému) původ myoblastického myomu. Má nejasnou histogenezi a řadí se k rhabdomyomům.

## Děložní myom
Děložní myom (myoma uteri) je nejčastějším nezhoubným útvarem ženského genitálního traktu. Vyskytuje se u poloviny žen ve věku nad 30 let a u 20 % až 30 % žen ve věku do 30 let. Velikost myomu je zpravidla 1 cm až několik centimetrů. Asi třetina žen nemá žádné příznaky přítomnosti myomu. Typickým příznakem jsou poruchy menstruačního cyklu (nepravidelné, nadměrné nebo prodloužené menstruační krvácení), bolesti a tlak v podbřišku (spodní část břicha, pod pupkem). U mladých žen plánujících těhotenství může být myom, dokud se neodstraní, důvodem neplodnosti. Přítomnost myomu lze zjistit např. ultrazvukem. Léčba závisí na tom, zda a jak se myom projevuje; třetinu žen stačí pouze sledovat. Mezi rizikové faktory výskytu děložního myomu patří genetická predispozice, hormonální vlivy a vlivy okolí.